# フェートン (帆走フリゲート)
| フェートン号 | |
| 艦歴         | |
| 発注:        | 1780年3月3日 |
| 建造:        | ジョン・スモールショー造船所 （リヴァプール） |
| 起工:        | 1780年6月 |
| 進水:        | 1782年6月12日 |
| 竣工:        | 1782年12月27日 |
| その後:      | 1828年売却 |
| 性能諸元     | |
| クラス:      | ミネルヴァ級フリゲート |
| 全長:        | 砲列甲板：141ft（43.0m） |
| 全幅:        | 39ft（11.9m） |
| 喫水:        | 13ft 10in（4.2m） |
| 機関:        | 帆走（3本マストシップ） |
| 乗員:        | 280名 |
| 兵装:        | 38門： 上砲列：18ポンド（8kg）砲28門 後甲板：9ポンド（4kg）砲8門、 18ポンド（8kg）カロネード6門 艦首楼：9ポンド（4kg）砲2門、 18ポンド（8kg）カロネード4門 |

フェートン（HMS Phaeton）は、イギリス海軍のミネルヴァ級38門5等フリゲート。1808年に日本の長崎港への侵入事件（フェートン号事件）を起こしたことでよく知られている。船名はギリシャ神話の登場人物「パエトーン」に由来。

## 艦歴
フェートンは1780年から1782年にかけてリヴァプールで建造され、フランス革命戦争やナポレオン戦争において多くの海戦に参加した。また、1805年から1812年の間は太平洋に派遣されていた。イギリス海軍は1827年7月にフェートンを売却しようとしたが契約が成立せず、結局翌年3月27日に売却された。

## フェートン号事件
1808年10月にフェートンが長崎港に侵入し、人質を取って水や食料を要求。兵力の乏しかった長崎奉行は食料を提供、フェートンは湾外に去った。